# Президентские выборы в Чили (1906)
Президентские выборы в Чили проходили в 1906 году по системе выборщиков. Кандидат от Либерального альянса Педро Монтт, сын бывшего президента Чили Мануэля Монтта, победил кандидата Коалиции, состоявшей в основном из Консервативной партии, Фернандо Ласкано.

## Результаты
| Кандидат         | Партия                 | Голоса | %      |
| Педро Монтт      | Либеральный альянс     | 164    | 62,59% |
| ---------------- | ---------------------- | ------ | ------ |
| Фернандо Ласкано | Коалиция               | 97     | 37,02% |
| Зенон Торреальба | Демократическая партия | 1      | 0,38%  |
| Всего            |                        | 262    | 100%   |